# Jigdral Yeshe Dorje (2° Dudjom Rinpoche)

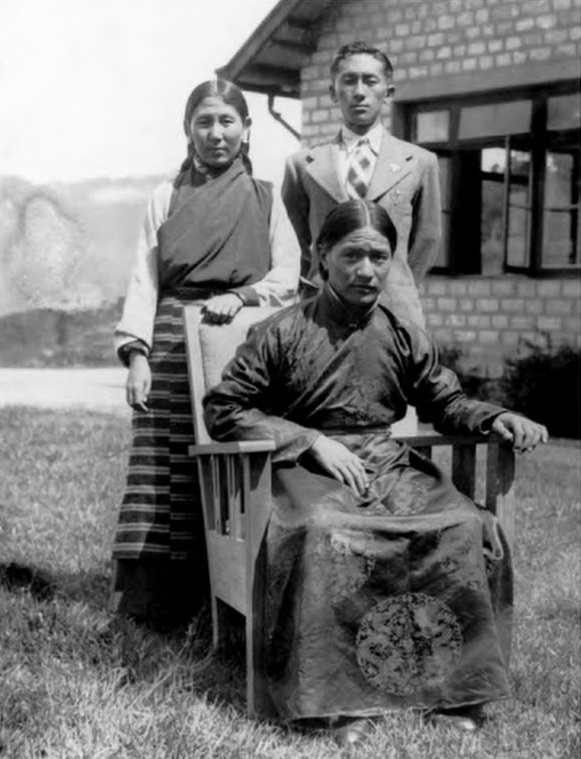
Dudjom Rinpoche com o Príncipe Paljor Namgyal e Maharani Kunzang Dechen Tshomo Namgyal

Dudjom Rinpoche (em tibetano Bdud-'joms rin-po-che, Puwo, Tibete, 1904 - Dordogne, França, 1987), também conhecido por Jikdrel Yeshe Dorje, Gelek Nampar Gyelweide ou Düjom Tulku, foi um lama budista tibetano, da escola nyingma.  É considerado a emanação do aspecto da mente de Dudjom Lingpa (1835-1904). 
Destacou-se como mestre nos ensinamentos da Grande Perfeição (tibetano: dzog chen). Escreveu inúmeros ensinamentos, textos e práticas budistas, sendo considerado um terton, isto é, um revelador de tesouros. Uma de suas principais contribuições foi na organização e documentação dos ensinamentos e tradições da escola nyingma, em diversas obras e coleções por ele editadas. 
Por sua atuação em favor da escola nyingma no exílio, após a invasão chinesa, foi considerado o líder dessa escola.

## Biografia

### Antes da invasão chinesa
Dudjom Jigdrel Yeshe Dorje nasceu em 1904 na região sudeste do Tibete, em Pemakö, que é uma das quatro terras secretas (beyul) de Padmasambhava. Ele foi reconhecido como uma das emanações de Dudjom Lingpa, um famoso terton ou "descobridor de tesouros escondidos" (tib: Terma; wylie: gTerma), particularmente aqueles relacionados à prática de Vajrakilaya. Dudjom Lingpa tinha a intenção de visitar o sul do Tibete para revelar a terra sagrada de Pemakö, mas como ele estava incapaz de fazê-lo, ele predisse que seu sucessor iria nascer lá para cumprir tal tarefa.
Jigdrel significa "destemido", um título dado a ele pelo décimo quinto Karmapa, Khakyab Dorje. Quando criança recebera o nome "Yeshe". Seu pai fora Kathok Tulku Norbu Tenzing, que era um famoso tulku na região de Pemakö e que havia recebido treinamento no monastério Kathok. Sua mãe se chamava Namgyal Drolma, que descendia do famoso terton Ratna Lingpa. Dudjom Rinpoche descendia de Nyatri Zangpo e de Puwo Kanam Dhepa, o rei de Puwo. De acordo com o calendário tibetano, ele nascera no ano do Dragão de Água do décimo quinto ciclo rabjung (1904), cedo da manhã no décimo dia do sexto mês.
Em sua juventude estudou com alguns dos mestres mais fenomenais de seu tempo. Ele começou seus estudos com Khenpo Aten em Pemakö, antes de frequentar as grandes universidades monásticas no Tibete central - tais como Mindroling, Dorje Drak e Tarjé Tingpoling — e no Tibete oriental — tais como Kathok e Dzogchen. Mas foi para Mindroling que ele retornou para aperfeiçoar sua compreensão da tradição Nyingma. Os mais destacados entre seus professores eram Phungong Tulku Gyurmé Ngedön Wangpo, Jedrung Trinlé Jampa Jungne, Gyurme Phendei Özer e Minling Dordzin Namdrol Gyatso.
A principal área de atividade de Dudjom Rinpoche era no Tibete central, onde ele mantinha a tradição Mindroling, especialmente em Pema Chöling e em seus outros centros nas regiões de Kongpo e Puwo ao sul. Ele se tornou renomado por todo o país pela profundidade de sua realização espiritual, bem como sua vasta erudição.
Ímpar em ter recebido a transmissão de todos os ensinamentos existentes da imensamente rica tradição   Nyingma, Dudjom Rinpoche era especialmente renomado como um grande terton, cujos termas são atualmente ensinados e praticados em larga escala, bem como um dos principais expoentes dos ensinamentos Dzogchen. Acima de tudo ele era considerado como a personificação viva e regente de Padmasambhava e seu representante na presente época. Conhecido como o 'mestre dos mestres', ele foi reconhecido pelos principais professores tibetanos de seu tempo como possuidor do maior poder de comunicar a natureza da mente, condição necessária para a transmissão dos ensinamentos Dzogchen.

### O exílio na Índia
Depois de deixar seu país, Rinpoche se estabeleceu primeiramente em Kalimpong, na Índia, e mais tarde em Catmandu, Nepal. Ele estabeleceu várias comunidades de praticantes na Índia e no Nepal, tais como Zangdok Palri Kalimpong, Dudal Rapten Ling em Orissa, e os monastérios em  Tsopema e Boudhanath. Ele ativamente encorajou o estudo da tradição Nyingma no Tibetan Institute for Higher Studies em Sarnath, e continuou à conceder ensinamentos de acordo com sua própria tradição de termas, bem como dando muitas outra importantes transmissões e iniciações.
A linhagem Nyingma, ao contrário das outras escolas do budismo tibetano, que possuem uma hierarquia mais centralizada, se mostra bastante heterodoxa. Devido à razões históricas, esta escola acabou por desmembrar-se em diversos ramos e linhagens, com práticas e rituais que variam de região para região. Então, a pedido do conselho tibetano no exílio, o cargo de chefe da linhagem Nyingma foi criado com o propósito de que esta escola tivesse um representante no conselho. Os líderes da linhagem Nyingma indicaram Dudjom Rinpoche para assumir esta nova posição.

### Ao redor do mundo
Na última década de sua vida, apesar de sua saúde debilitada e muitos anos de atividade intensa, ele devotou boa parte se seu tempo em ensinar no ocidente, onde foi bem sucedido em estabelecer a tradição Nyingma, em resposta ao crescente interesse entre os ocidentais. Ele fundou grandes centros como Dorje Nyingpo e Orgyen Samye Chöling na França e Yeshe Nyingpo, Urgyen Chö Dzong muitos outros nos Estados Unidos. Dudjom Rinpoche também viajou pela Ásia, tendo uma grande quantidade de seguidores em Hong Kong, com um vibrante centro que visitou em três ocasiões.
Na década de 1970, Dudjom Rinpoche conduziu alguns ensinamentos nos Estados Unidos e em Londres, além de alguns retiros em Urgyen Samye Chöling, na França. Eventualmente, Dudjom - o errante (como às vezes costumava referir a si mesmo), estabeleceu-se com sua família em Dordogne, no sudoeste da França. Lá em agosto de 1984, ele daria seu último grande ensinamento público. Ele morreu em 17 de janeiro de 1987.

## Obra
Dudjom Rinpoche também era famoso como um grande autor e erudito meticuloso. Seus escritos são celebrados pelo conhecimento enciclopédico que exibem de todos os ramos tradicionais do aprendizado budista, incluindo poesia, história, medicina (tibetana), astrologia e filosofia budista.
Entre seus trabalhos mais aclamados está The Nyingma School of Tibetan Buddhism, Its Fundamentals and History, traduzido para o inglês, que ele compôs logo depois de sua chegada à Índia como exilado. A pedido de S.S. o Dalai Lama, Dudjom Rinpoche também escreveu uma obra sobre a história do Tibete em geral. Ainda existem outros 25 volumes de sua obra que permanecem sem tradução.
Outra parte importante de seu trabalho foi a revisão, correção e edição de muitos textos antigos e novos, incluindo todos os ensinamentos canônicos da linhagem Nyingma (Nyingma Kama), uma empreitada que ele iniciou aos 74 anos. Sua biblioteca privada continha a coleção mais vasta de manuscritos e livros fora do Tibete.

## A família de Dudjom Rinpoche
Dudjom Rinpoche era um chefe de família, casando-se duas vezes. Sua primeira esposa chamava-se Sangyum Kusho Tseten Yudron. A filha mais velha deles, Dechen Yudron, vive atualmente em Lassa e cuida do centro de seu pai, Lama Ling, em Kongpo. O filho mais velho deles é Dungsay Thinley Norbu Rinpoche, que é considerado um grande mestre e estimado erudito como seu pai. O segundo filho é Dola Tulku Jigmed Chokyi Nyima Rinpoche, praticante da linhagem Sakya, pai de Dudjom Yangsi Rinpoche. A segunda filha, Pema Yudron. O terceiro filho, Pende Norbu, que também é um tulku, atualmente vive no Nepal. O quarto filho, Dorje Palzang, foi para uma escola em Beijing durante a década de cinquenta, mas infelizmente foi morto durante a Revolução Cultural Chinesa. Uma outra filha, Dekyong Yeshe Wangmo, morrera quando era apenas uma jovem.
A segunda esposa de Dudjom Rinohce chama-se Sangyum Kusho Rikzin Wangme, e com ela teve um filho e duas filhas. A filha mais velha chama-se Chimey Wangmo e a mais nova, Tsering Penzom. O filho é Shenphen Dawa Norbu Rinpoche, que está disseminando os ensinamentos de seu pai tanto na Europa como nos Estados Unidos.
Dudjom Rinpoche tem dois netos, filhos de Thinley Norbu Rinpoche, que também são lamas bastante famosos. Um é Dzongsar Khyentse Rinpoche, que é considerado a reencarnação de Jamyang Khyentse Chökyi Lodrö; o outro é Garab Dorje Rinpoche.

## Dudjom Tersar
Dudjom Tersar é o termo que designa a ampla coleção de ensinamentos revelados por Dudjom Lingpa e Dudjom Rinpoche. Enquanto categoria de texto, Tersar (gTer gSar) significa 'tesouros revelados recentemente'. Os termas podem ser de diferentes categorias. As mais são:
- Tesouros da mente (dGongs gTer), onde os ensinamentos surgem diretamente na mente do terton
- Tesouros da terra (Sa gTer), diferentes objetos físicos (como textos ou relíquias) que podem ser tanto desenterrados como ter uma origem considerada miraculosa.

Acredita-se que os termas foram depositados em seus respectivos lugares por Padmasambhava, responsável pela introdução dos ensinamentos Vajrayana ao Tibete, e que devem ser revelados no momento certo pelo terton correto para trazer benefício aos seres daquela época. Existem muitas subclasses e níveis de termas.
A linhagem Dudjom, que começou em 1835 com o nascimento de Dudjom Lingpa, é particularmente poderosa. Dudjom Lingpa era considerado uma manifestação da mente de Padmasambhava, da fala de Yeshe Tsogyal e do corpo de Drogben Lotsawa, um dos 25 discípulos principais de Padmasambhava no Tibete. Todo revelador de termas é considerado como sendo uma reencarnação de um destes vinte e cinco discípulos.
A maioria dos termas são de pequena escala e ciclos volumosos são raros. Aqueles que possuem diversos ciclos principais, como é o caso do Dudjom Tersar, são ainda mais raros historicamente. Os ciclos desta linhagem revelados por Dudjom Rinpoche são o conjunto mais abrangente de todo o século XX.
Isto demonstraria a profunda importância desta linhagem pois, de acordo com as crenças da tradição Nyingma, quanto mais recente um terma mais eficiente são suas práticas, já que é direcionado para aquela época em particular, conservando em si as bênção da linhagem ainda frescas. Ademais, diz-se que a efetividade de um terma decai com o tempo, na medida em que os praticantes quebram seus compromissos tântricos ou votos de Samaya. 
O Dudjom Tersar se tornara muito popular no Tibete e nos himalaias, e vem crescendo em influência internacionalmente. 
Ao contrário da crença comum Dudjom Rinpoche não foi a única reencarnação de Dudjom Lingpa, mas acredita-se que ele herdou as manifestações do corpo, fala e mente de seu predecessor. Ele foi uma das poucas reencarnações modernas onde o novo nascimento tomou forma antes que a prévia encarnação tivesse falecido. Dudjom Lingpa enviou os seus discípulos a Padma Ko dizendo: "Vão para a terra secreta de Padma Ko. Quem quer que tenha fé em mim, vá naquela direção! Antes que vocês cheguem, eu já estarei lá." 
Demorou alguns anos para os discípulos toparem com o exato local indicado. E lá estava o infante Dudjom Rinpoche, de acordo com o relatado, com aproximadamente 3 anos de idade, chamando os estranhos e surpresos peregrinos pelos seus nomes individuais, falando no dialeto Golok, o qual ninguém mais falava naquela região, e os convidando para a casa de seus atônitos pais. Foi dito que ele podia se lembrar de suas prévias vidas claramente.    

## Profecias
Está escrito em muitos tantras e antigas profecias que, durante o eon de Buda Pranidhanaraja, Dudjom Rinpoche fora o iogue Nuden Dorje Chang, que fez o voto de aparecer como milésimo e último Buda deste eon afortunado como Sugata Mopa (Od) Thaye. Está escrito também que em suas vidas anteriores, dentre muitas figuras históricas notáveis, ele fora Shariputra, um dos mais destacados discípulos de Shakyamuni. Afirma-se também que ele fora Saraha, o primeiro e maior dos 84 Mahasiddhas da India, mais tarde manifestando-se como  Humkara, que também era um Mahasiddha.